# Эпоксидные покрытия
Эпоксидные покрытия — это защитные покрытия от коррозии металлических изделий с помощью эпоксидных смол. Большая часть рынка эпоксидных покрытий составляет антикоррозийное покрытие труб, которые используются как для трубопроводов, так и для устройства фундаментов на трубчатых сваях. Примером такого сооружения является Крымский мост.

## Защита от коррозии трубчатых свай эпоксидными покрытиями

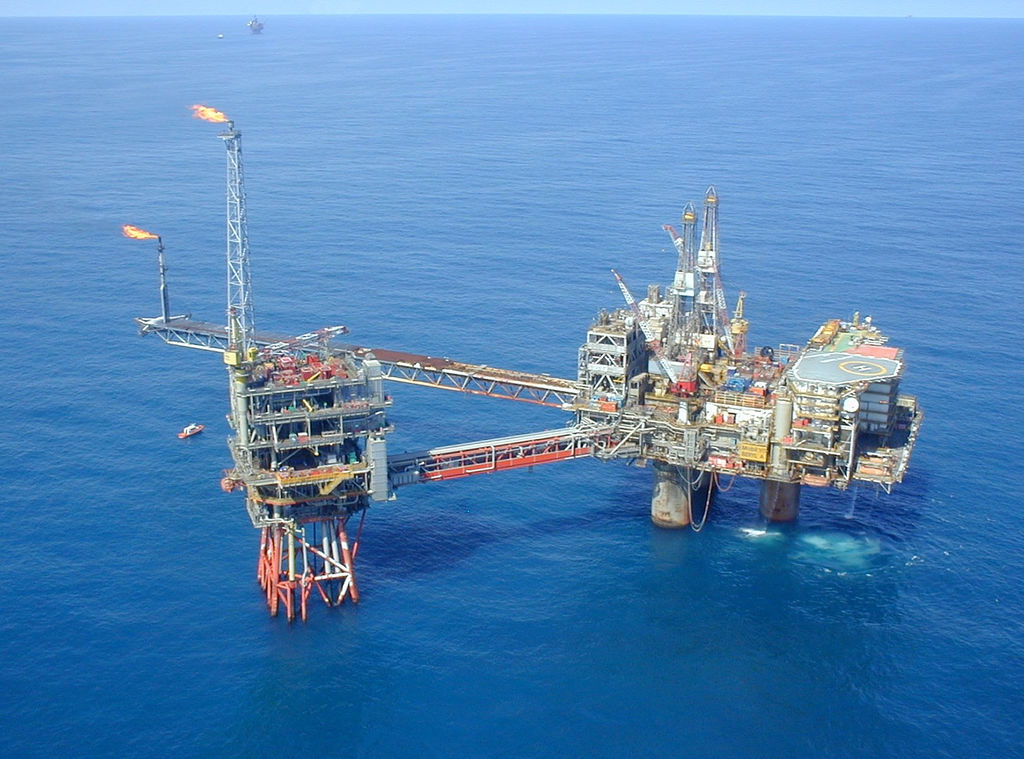
Нефтяная платформа ExxonMobil Beryl Alpha. На левой части можно увидеть свайный фундамент из стальных труб с антикоррозийной защитой из эпоксидных смол, технологию которого унаследовал Керченский мост. Свайный фундамент Beryl Alpha сооружён в 1975 году и несмотря на мнение скептиков стоит уже более 40 лет.

Трубчатые сваи с антикоррозийным покрытием из эпоксидных смол для фундаментов применяются достаточно часто, практика показывает очень высокую стойкость покрытия к сдиранию, так как оно не отрывается при погружении сваи в грунт и её извлечении обратно при демонтаже временных конструкций.
Примеры  эпоксидных покрытий — порошки двух сортов Scotchkote 8352N и Scotchkote 226N, произведённые американской корпорацией 3M, используются также аналогичные порошки Resicoat R-726A и Resicoat R-641 от голландской корпорации AkzoNobel. Контролёром качества выдающей сертификат надёжности покрытия является шотландская Exova.
Производственные мощности по производству покрытий уже перенесены в Россию на завод в Волоколамске.

## Технология нанесения эпоксидных покрытий
Ниже рассмотрена стандартная технология нанесения эпоксидных покрытий на примере защиты трубчатых свай Керченского моста:
1. Сначала в печи трубу нагревают до 60 °C для осушения и дальнейшей подготовки к хромированию, для которого необходима горячая труба.
2. Затем поверхность трубы очищается струями песка в дробеструйной установке.
3. После этого выполняется процесс хромирования, который состоит в нанесении бихромата калия на горячую трубу[9]. Хромовое покрытие обладает высокими антикоррозийными свойствами[10], но основное назначение его в другом — это защита основного полимерного слоя от «катодного отслаивания» и сохранения адгезии (прилипания) покрытия, даже если отдельные молекулы воды проникли через полимерный слой[9]. Катодное отслаивание — это комплексный электрохимический процесс, связанный с электролитическим появлением пузырьков водорода на поверхности металла с утратой надёжного контакта с полимерной плёнкой[4][11]. При высокой разнице потенциалов катодное отслаивание может стать существенной проблемой. Отслаивание может достигать 3 мм, правда, без разрыва покрытия[12]. Слой хрома предотвращает этот электрохимический процесс, меняя электрические потенциалы на поверхности за счёт гальванической пары хрома с железом. Дополнительно хромирование обеспечивает высокое сцепление с полимерами, даже если они частично пропитались водой[9].Керченский мост унаследовал технологии антикоррозийной защиты от эпоксидных покрытий нефтепроводов США. На снимке рабочие в 2010 году убеждаются в отсутствии повреждений эпоксидного покрытия, созданного корпорацией 3М в 1957 году (более 60 лет тому назад) для нефтепровода Enbridge Pipeline.

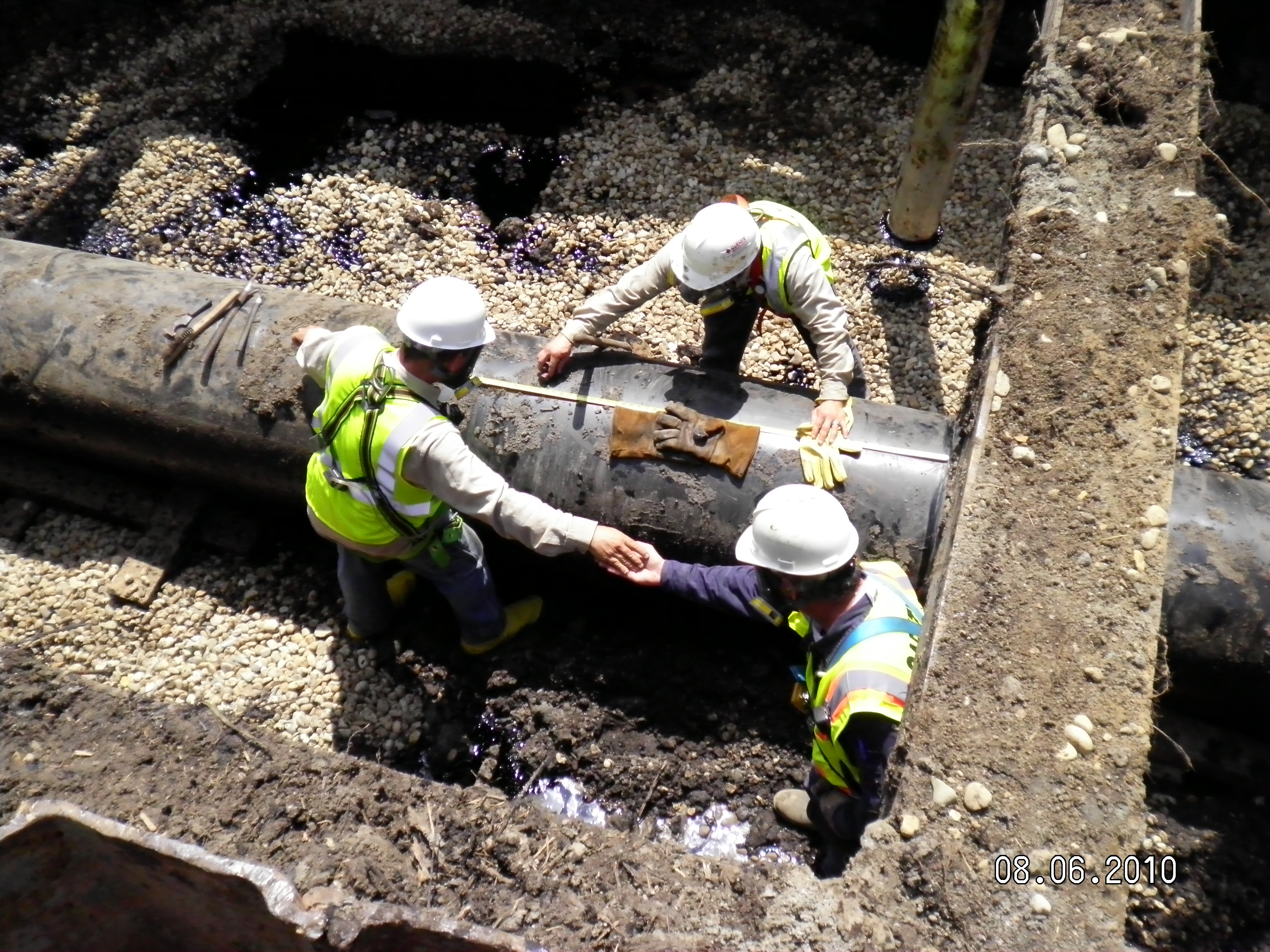
Керченский мост унаследовал технологии антикоррозийной защиты от эпоксидных покрытий нефтепроводов США. На снимке рабочие в 2010 году убеждаются в отсутствии повреждений эпоксидного покрытия, созданного корпорацией 3М в 1957 году (более 60 лет тому назад) для нефтепровода Enbridge Pipeline.

4. Далее на трубу наносится двухслойное порошковое покрытие[13] из эпоксидных смол[2][14]. Порошок расплавляется при температуре 270 °C и образует полимерные плёнки.
5. Первый слой эпоксидных смол (праймер) создан из порошка Scotchkote® 226N или его аналога Resicoat® R-726 и адаптирован для химического барьера и прилипания к трубе за счёт адгезии[15]. Слой создан по технологии толщиной с 300—400 мк[16]. Тончайшее и ровное нанесение порошка до гелеобразования плёнки осуществляется за счёт технологии без участия человека c электростатическим прилипанием к трубе парящих частиц порошка. Для этого порошок компрессорами превращают в аэрозвесь и прогоняют через электрод под напряжением 40.000-120.000 вольт. Далее заряженные частицы начинают притягиваться к заземлённой трубе и, оседая на ней, начинают отталкивать другие частицы, что обеспечивает тонкий и равномерный слой[17].
6. Второй слой адаптирован против внешних механических повреждений за счёт эпоксидных смол из порошка Scotchkote 8352N или его аналога Resicoat® R-641, что делает покрытие устойчивым к сколам, ударам, истиранию[15][18]. В дешёвом варианте технологии обычно данный слой выполняют из полиэтилена с итоговой толщиной покрытия около 2—3 мм. В случае Керченского моста используется второй слой из эпоксидной смолы с толщиной 400—600 мк[16]. Несмотря на меньшую толщину, эпоксидные смолы устойчивее по отношению к сдиранию и, кроме того, не обладают, в отличие от полиэтилена, заметной водопроницаемостью под осмотическим давлением[2][5][19].
7. Далее труба изучается электроискровым дефектоскопом «Крона-С»[20], который обнаруживает минимальные дефекты: труба вращается под электродом дефектоскопа, и если толщина полимера уменьшена, то сквозь него произойдёт искровой пробой, и дефект будет обнаружен. Затем труба изучается по всей длине томографом на ультразвуковой фазированной решётке (УЗФР) для поиска дефектов в глубине металла, особенно в местах сварки. Контроль качества нанесения покрытия осуществляют эксперты мирового лидера сертификации антикоррозийных покрытий из шотландской компании Exova[4]. Процедура контроля качества такого эпоксидного покрытия регулируется также ГОСТ Р ИСО 21809-2-2013, что позволяет выполнять также государственный контроль за качеством покрытия и регламентирует процедуры и технологию устранения обнаруженных дефектов[4][21].

Порошковая антикоррозийная защита в химическом плане является практически вечной, так как эпоксидные смолы весьма инертны химически даже к сильным кислотам и щелочам. Разрушение этого слоя возможно только механическим способом, но механическая прочность такого покрытия весьма велика: прорезы под давлением на нож в 50 кг не более 0,4 мм, низкое поверхностное трение определяет крайне высокую устойчивость к сдиранию и абразивным нагрузкам, что позволяет несколько раз выполнять монтаж и демонтаж трубчатых свай без утраты эпоксидного покрытия.
По стандартам Министерства транспорта США даже для устаревших вариантов покрытия типа Scotchkote время службы не менее 75-100 лет. Современные западные стандарты по гарантии покрытий также обычно составляют не менее 75 лет.